# Jacob Geis
Jacob Josef Geis (* 30. November 1890 in München; † 22. Juli 1972 ebenda) war ein deutscher Dramaturg, Regisseur und Drehbuchautor.

## Leben
Der Enkel des Münchner Humoristen Jakob Geis studierte in München Rechtswissenschaft und wurde 1920 Dramaturgie-Assistent am Staatstheater am Gärtnerplatz. 1924 kam er als Dramaturg nach Darmstadt an das Hessische Landestheater, wo er ab 1926 auch als Regisseur tätig war und dort u. a. Regie führte bei der Uraufführung von Bertolt Brechts Mann ist Mann (gleichzeitige Uraufführung auch in Düsseldorf).
Ab 1927 wirkte er als Schauspieldirektor in Kassel, seit 1929 auch als Oberspielleiter. 1930 bis 1933 leitete er die Städtischen Bühnen Frankfurt, danach gab er mehrmals Gastinszenierungen in Berlin an der Krolloper, an der Volksbühne Berlin und gemeinsam mit Brecht am Theater am Schiffbauerdamm, wo er bei der Uraufführung der zweiten Fassung von Marieluise Fleißers Stück Pioniere in Ingolstadt Ko-Regie führte. Das Skandalstück wurde zum  Durchbruch für den bis dahin unbekannten Schauspieler Peter Lorre. Geis schrieb auch eigene Theaterstücke.
Nach der Machtergreifung der Nationalsozialisten schloss er sich im März 1933 der NS-Betriebszellen-Organisation an und inszenierte in Frankfurt den Schlageter des NS-Autors Hanns Johst.
Von 1935 an arbeitete Geis als Drehbuchautor und Chefdramaturg für die Bavaria Film. Er schrieb unter anderem als Co-Autor die Drehbücher zu vier Filmen mit Heinz Rühmann und zwei mit Zarah Leander. Seit 1940 kooperierte er vorwiegend mit Regisseur Harald Braun, mit dem zusammen er 1947 die neue deutsche Filmgesellschaft gründete. Geis übernahm innerhalb der Firma bis 1952 die Funktion eines Produktionsleiters, danach konzentrierte er sich wieder auf das Schreiben von Drehbüchern. Seine letzte Arbeit war die Adaption von Thomas Manns Roman Buddenbrooks.
Er wurde auf dem Waldfriedhof Grünwald beigesetzt.

## Filmografie (als Drehbuchautor)
- 1935: Varieté (nur Dialogregie)
- 1935: Henker, Frauen und Soldaten (nur Dialogbearbeitung)
- 1936: Die Erbschaft (Kurzfilm; auch Regie)
- 1936: Sein letztes Modell
- 1937: Der Mustergatte
- 1937: Die Umwege des schönen Karl
- 1938: Fünf Millionen suchen einen Erben
- 1938: In geheimer Mission
- 1938: Nanu, Sie kennen Korff noch nicht?
- 1938: Drei Unteroffiziere
- 1939: Aufruhr in Damaskus
- 1939: Hochzeit mit Hindernissen
- 1940: Das Herz der Königin
- 1940: Der Herr im Haus
- 1940: Herz geht vor Anker
- 1941: Die Geierwally
- 1941: Der Weg ins Freie
- 1941: Jenny und der Herr im Frack
- 1941: Der Meineidbauer
- 1942: Der Fall Rainer
- 1942: Zwischen Himmel und Erde
- 1943: Das Lied der Nachtigall
- 1943: Herr Sanders lebt gefährlich
- 1944: Nora
- 1944/49: Ruf an das Gewissen
- 1949: Nachtwache (nur Produktionsleitung)
- 1950: Der Mann, der zweimal leben wollte (nur Produktionsleitung)
- 1950: Der fallende Stern(nur Produktionsleitung)
- 1951: Fanfaren der Liebe (nur Produktionsleitung)
- 1952: Der Weibertausch (nur Co-Produktionsleitung)
- 1953: Rote Rosen, rote Lippen, roter Wein
- 1955: Geliebte Feindin
- 1955: Mädchen ohne Grenzen
- 1956: Regine
- 1956: Der erste Frühlingstag
- 1956: Der Mustergatte
- 1957: Wie schön, daß es dich gibt
- 1957: Alle Wege führen heim
- 1959: Buddenbrooks